# Рейни, Аарне
Аарне Ээмели Рейни (фин. Aarne Eemili Reini; 6 августа 1906 — 23 февраля 1974) — финский борец греко-римского стиля, призёр Олимпийских игр, чемпион Европы.
Аарне Рейни родился в 1906 году в Вааса. В 1931-1935 и 1937-1938 годах был чемпионом Финляндии. В 1932 году принял участие в Олимпийских играх в Лос-Анджелесе, но там стал лишь 4-м. В 1933 и 1934 годах выиграл чемпионаты Европы, а в 1936 году на Олимпийских играх в Берлине стал обладателем серебряной медали.